# Maharashtra Open 2018
Maharashtra Open 2018, oficiálním názvem Tata Open Maharashtra 2018, byl tenisový turnaj mužů na profesionálním okruhu ATP World Tour, hraný v areálu Mhalunge Balewadi Tennis Complex na otevřených dvorcích s tvrdým povrchem Plexi Pave. Konal se na úvod sezóny mezi 1. až 6. lednem 2018 v indickém městě Puné jako dvacátý třetí ročník turnaje, respektive první po přesunu dějiště z Čennaí.
Událost se řadila do kategorie ATP World Tour 250. Celkový rozpočet činil 561 345 dolarů. Nejvýše nasazeným hráčem ve dvouhře se opět stal šestý tenista světa Marin Čilić z Chorvatska, který obdržel volný los do druhého kola a dohrál v semifinále. Jako poslední přímý účastník do hlavní singlové soutěže nastoupil indický 122. hráč žebříčku Juki Bhambri, jehož ve druhém kole vyřadil Francouz Pierre-Hugues Herbert.
Třináctý singlový titul na okruhu ATP Tour vybojoval Francouz z konce první světové stovky žebříčku Gilles Simon.  Premiérovou společnou trofej ze čtyřhry si odvezla nizozemská dvojice Robin Haase a Matwé Middelkoop.

## Rozdělení bodů a finančních odměn

### Rozdělení bodů
| Soutěž  | vítězové | finalisté | semifinalisté | čtvrtfinalisté | 16 v kole | 32 v kole | Q  | Q3 | Q2 | Q1 |
| ------- | -------- | --------- | ------------- | -------------- | --------- | --------- | -- | -- | -- | -- |
| dvouhra | 250      | 150       | 90            | 45             | 20        | 0         | 12 | 6  | 0  | 0  |
| čtyřhra | 250      | 150       | 90            | 45             | 0         | —         | —  | —  | —  | —  |

### Finanční odměny
| Soutěž                              | vítězové | finalisté | semifinalisté | čtvrtfinalisté | 16 v kole | 32 v kole | Q2     | Q1     |
| ----------------------------------- | -------- | --------- | ------------- | -------------- | --------- | --------- | ------ | ------ |
| dvouhra                             | $89 435  | $47 105   | $25 515       | $14 535        | $8 565    | $5 075    | $2 285 | $1 145 |
| čtyřhra                             | $27 170  | $14 280   | $7 740        | $4 430         | $2 590    | —         | —      | —      |
| částka ve čtyřhře je uvedena na pár |          |           |               |                |           |           |        |        |

## Dvouhra mužů

### Nasazení
| Stát                             | Hráč                  | ATP | Nasazení |
| -------------------------------- | --------------------- | --- | -------- |
| Chorvatsko                       | Marin Čilić           | 6.  | 1.       |
| Jižní Afrika                     | Kevin Anderson        | 14. | 2.       |
| Španělsko                        | Roberto Bautista Agut | 20. | 3.       |
| Francie                          | Benoît Paire          | 41. | 4.       |
| Nizozemsko                       | Robin Haase           | 42. | 5.       |
| Česko                            | Jiří Veselý           | 62. | 6.       |
| Kazachstán                       | Michail Kukuškin      | 74. | 7.       |
| Francie                          | Pierre-Hugues Herbert | 81. | 8.       |
| Žebříček ATP k 25. prosinci 2017 |                       |     |          |

### Jiné formy účasti
Následující hráčí obdrželi divokou kartu do hlavní soutěže:
- Ardžun Kadhe
- Benoît Paire
- Ramkumar Ramanathan

Následující hráč využil k účasti ve dvouhře žebříčkovou ochranu:
- Pablo Andújar

Následující hráči postoupili z kvalifikace:
- Ilja Ivaška
- Thiago Monteiro
- Sumit Nagal
- Ricardo Ojeda Lara

### Odhlášení
před zahájením turnaje
- Jérémy Chardy → nahradil jej  Pablo Andújar
- Rogério Dutra da Silva → nahradil jej  Marco Cecchinato
- Ivo Karlović → nahradil jej  Juki Bhambri
- Lukáš Lacko → nahradil jej  Roberto Carballés Baena
- Lu Jan-sun → nahradil jej  Ruben Bemelmans

### Skrečování
- Thiago Monteiro (poranění hlezna)[2]

## Mužská čtyřhra

### Nasazení
| Stát                                                                                      | Hráč                    | Stát       | Hráč                | ATP  | Nasazení |
| ----------------------------------------------------------------------------------------- | ----------------------- | ---------- | ------------------- | ---- | -------- |
| Švédsko                                                                                   | Robert Lindstedt        | Chorvatsko | Franko Škugor       | 114. | 1.       |
| Nizozemsko                                                                                | Robin Haase             | Nizozemsko | Matwé Middelkoop    | 117. | 2.       |
| Chile                                                                                     | Hans Podlipnik-Castillo | Bělorusko  | Andrej Vasilevskij  | 119. | 3.       |
| Indie                                                                                     | Rohan Bopanna           | Indie      | Džívan Nedunčežijan | 120. | 4.       |
| Žebříček ATP k 25. prosinci 2017; číslo je součtem žebříčkového postavení obou členů páru |                         |            |                     |      |          |

### Jiné formy účasti
Následující páry obdržely divokou kartu do hlavní soutěže:
- Sriram Baladži /  Višnu Vardhan
- Ardžun Kadhe /  Benoît Paire

## Přehled finále

### Mužská dvouhra
- Gilles Simon vs.  Kevin Anderson, 7–6(7–4), 6–2

### Mužská čtyřhra
- Robin Haase /  Matwé Middelkoop vs.  Pierre-Hugues Herbert /  Gilles Simon, 7–6(7–5), 7–6(7–5)